# Mbalibali
Mbalibali è una circoscrizione rurale (rural ward) della Tanzania situata nel distretto di Serengeti, regione del Mara. Conta una popolazione di 11 253 abitanti (censimento 2012).